# 埼玉県道409号和戸停車場線
埼玉県道409号和戸停車場線（さいたまけんどう409ごう わどていしゃじょうせん）は、埼玉県南埼玉郡宮代町の和戸停車場（和戸駅前）から、埼玉県道85号春日部久喜線に至る県道である。

## 起点・終点・実延長
- 起点：埼玉県南埼玉郡宮代町（和戸停車場）
- 終点：埼玉県南埼玉郡宮代町（埼玉県道85号春日部久喜線 和戸駅入口交差点）
- 実延長：123m

## 概要
東武伊勢崎線和戸駅前から、それと並行に走る埼玉県道85号春日部久喜線までを結ぶ県道である。現時点で、終点の和戸駅入口交差点は歩行者用の押しボタン式信号機である。

## 通過する市町村
- 埼玉県
  - 南埼玉郡宮代町

## 交差する道路
- 埼玉県道85号春日部久喜線

## 沿道・近隣の主な施設
- 和戸駅